# الكويت في الألعاب الأولمبية الصيفية 1992
تنافست الكويت في دورة الألعاب الأولمبية الصيفية 1992 التي أُقيمت في برشلونة في إسبانيا. شارك 32 متنافسًا، جميعهم من الرجال، في 18 منافسة في سبع رياضات.

## المتنافسون
فيما يلي قائمة بعدد المتنافسين في الألعاب.
| رياضة       | الرجال | نحيف | المجموع |
| ----------- | ------ | ---- | ------- |
| ألعاب القوى | 4      | 0    | 4       |
| المبارزة    | 1      | 0    | 1       |
| كرة القدم   | 19     | -    | 19      |
| الجودو      | 2      | 0    | 2       |
| الرماية     | 2      | 0    | 2       |
| السباحة     | 3      | 0    | 3       |
| رفع الأثقال | 1      | -    | 1       |
| المجموع     | 32     | 0    | 32      |

## ألعاب القوى
سباق 110 متر حواجز للرجال
- زياد الخضر

- التصفيات — 14.51 (→ لم يتقدم)

القفز الثلاثي للرجال
- مرزوق اليوحة

- التأهل — 16.75 م (→ لم يتقدم)

رمي الرمح للرجال
- غانم مبروك

- التأهل — NM (→ لم يتقدم)

رمي المطرقة للرجال
- وليد البخيت

- التأهل — 63.94 م (→ لم يتقدم)

## المبارزة
في عام 1992، مثل الكويت أحد المبارزين.
سيف المبارزة للرجال
- محمد الحمر

## الروابط الخارجية
- التقارير الاولمبية الرسمية